# Greenville (Illinois)
Greenville is een plaats (city) in de Amerikaanse staat Illinois, en valt bestuurlijk gezien onder Bond County.

## Demografie
Bij de volkstelling in 2000 werd het aantal inwoners vastgesteld op 6955. In 2006 is het aantal inwoners door het United States Census Bureau geschat op 7134, een stijging van 179 (2,6%).

## Geografie
Volgens het United States Census Bureau beslaat de plaats een oppervlakte van 13,5 km², geheel bestaande uit land. Greenville ligt op ongeveer 180 m boven zeeniveau.

## Plaatsen in de nabije omgeving
De onderstaande figuur toont nabijgelegen plaatsen in een straal van 20 km rond Greenville.

## Geboren
- Glen Wilson (1952), dirigent en klavecinist